# 功率因數修正電路

功率因數修正電路的效果，紅色是輸入電壓，藍色是輸入電流，最上方是無功率因數修正電路的波形，中間和下方分別是被動PFC及主動PFC的波形

功率因數修正電路（power factor correction）簡稱PFC，是可以改善交流電源端功率因數的電路。是開關模式電源中常見的電路之一。
可分為被動功率因數修正（無源功率因數修正、passive PFC）、主動功率因數修正（有源功率因數修正、active PFC）及動態功率因數修正（Dynamic PFC）。

## 被動功率因數修正
最簡單降低諧波電流的方式是使用只含有被動（無源）元件的濾波器，此作法稱為被動功率因數修正或無源功率因數修正（passive PFC）。
對於諧波電流，可設計一濾波器，只讓基頻（50或60Hz）頻率的電流通過，濾波器可降低諧波電流，因此會使非線性元件的輸入電流會和線性元件比較接近。若要使功率因數盡可能接近1，需要使用電容器或電感器或兩者並用。一般這類的濾波器需使用大電流的電感器，其體積也比較大。相較於主動功率因數修正（active PFC）的電感器，被動功率因數修正需要的電感器體積較大，但價格較低。
除了使用電容器、電感器的組合外，也可以使用電容器組來修正負載的非線性電流，其中一個例子是使用填谷式電路。被動式功率因數修正的修正效果，電感器電容器組合電路修正後的功率因數在0.7至0.8之間，填谷式電路的則在0.9左右或更高一些。但效果仍不如主動功率因數修正，產生的熱量較主動式功率因數修正的要大些。
而被動功率因數修正的電效率一般較主動功率因數修正要好。電腦電源供應器的被動功率因數修正其效率一般到達96%左右，而一般主動功率因數修正效率約為94%。此外，一般被動式功率因數修正的電路會比主動式功率因數修正的要簡單，工作更為可靠穩定。

## 主動功率因數修正
主動功率因數修正或有源功率因數修正（active PFC）是指可調整負載的輸入電流，改善功率因數的電力電子系統，其主要目的是使輸入電流接近純電阻式負載的電流，使其視在功率等於有功功率。理想狀態下其電壓和電流相位相同，而其產生或消耗的無功功率為0，使電源端可以最有效率的傳遞能量給負載。
以下是一些主動功率因數修正的分類：
- Boost轉換器（升壓）
- Buck轉換器（降壓）
- Buck-boost轉換器（升降壓）

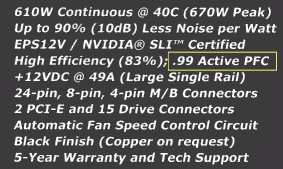
一個610W電源供應器上的標示，依標示可看出其中有主動功率因數修正，功率因數為0.99

主動功率因數修正可以是單級的電能轉換，也可以是多級的電能轉換。
以電源供應器為例，Boost轉換器會放在整流二極體和主電容器之間。Boost轉換器會設法在輸入電流和電壓同相位及相同頻率的條件下，維持其輸出是一固定的直流電壓。電源供應器中另一個開關電源將固定的直流電壓轉換為需要的輸出電壓。此作法會需要增加半導體開關及電子控制線路，但其被動元件的體積會比較小，在實務上常常使用。
有些設計會用二組的Boost轉換器，輪流啟動，二組轉換器產生的漣波電流有部份會互相抵消，輸出漣波電流會比較小，即為交錯式（interleaving）功因修正。
若是三相交流輸入的電源供應器，可以用Vienna整流器組態來提昇功率因素。
有主動功率因數修正的開關電源，功率因數最高可以到0.99，而沒有功率因數修正的開關電源，其功率因數只有0.55–0.65。
由於其輸入電壓的範圍相當廣，許多有主動功率因數修正的電源供應器可以配合輸入電壓自動調整，電壓範圍由100V（日本）到230V（歐洲），功率較大的筆記式電腦的電源供應器多半都有此功能。

## 動態功率因數修正
動態功率因數修正（Dynamic PFC）是指利用電力電子設備（如閘流體）高速開關電容及電感來提高系統的功率因數。傳統的控制方法（斷電器）需要數秒的反應時間，無法應付快速改變的負載，而且只能開關特定數量的电容器组。使用閘流體的电容器组只需要一個周期（50Hz電源的周期是20ms，60Hz電源的周期是16.67ms）的反應時間，而且能改變輸出功率。

## 外部連結
- Interaktives Leistungselektronik-Seminar（页面存档备份，存于）
- Das neue InterNetzteil- und Konverter-Handbuch. Kapitel 12: Passive und aktive Netzfilter/Leistungsfaktorkorrektur（页面存档备份，存于）
- Leistungsfaktorkorrektur mit Cuk-Konverter（页面存档备份，存于）
- Power Topology Considerations for Electric Vehicle Charging Stations （页面存档备份，存于）